# À ton image
Pour plus de détails, voir Fiche technique et Distribution.
À ton image est un film français réalisé par Aruna Villiers, sorti en 2004, adapté du roman éponyme de Louise Lambrichs publié en 1998.

## Synopsis
Pour Mathilde et Thomas, se rencontrer est comme une seconde chance. Ensemble, ils peuvent réapprendre à vivre, aimer enfin. Mathilde ne peut plus avoir d'enfant, mais dans la clinique où Thomas travaille comme obstétricien, le professeur Cardoze a peut-être une solution. Bien que réticent à toute manipulation illégale, Thomas sait qu'il n'y a pas d'autre choix. Seul et en secret, il accepte de confier la grossesse de Mathilde à Michel Cardoze.
Lorsque Manon voit le jour, le bonheur semble complet. Mathilde finit par croire qu'elle pourra surmonter la tragédie qui l'a privée de son premier enfant. Pourtant, la petite semble développer une étrange personnalité. Outre la ressemblance frappante avec sa mère, Manon se montre anormalement précoce et de plus en plus redoutable. Les secrets de chacun pèsent chaque jour plus lourd, les démons enfouis attendent pour surgir.

## Fiche technique
- Titre : À ton image
- Réalisation : Aruna Villiers
- Scénario : Franck Philippon, Guillaume Laurant et Aruna Villiers d'après le roman de Louise L. Lambrichs
- Montage : Olivier Gajan, Joëlle Hache
- Société de production : EuropaCorp
- Société de distribution : EuropaCorp Distribution (France)
- Producteur associé : Luc Besson (non crédité)
- Pays :  France
- Genre : drame psychologique, science-fiction, thriller
- Durée : 94 minutes
- Année de production : 2002
- Date de sortie : France : 26 mai 2004

## Distribution
- Nastassja Kinski : Mathilde
- Christophe Lambert : Thomas
- Audrey Dewilder : Manon
- Jeanne Buchard : Manon lorsqu'elle a 5 ans
- Francine Bergé : La mère de Mathilde
- Rufus (Jacques Narcy) : Le père de Mathilde
- Andrzej Seweryn : Professeur Cardoze
- Raoul Billerey : Le père de Thomas
- Lyes Salem : Antoine
- Christian Hecq : Gaëtan
- Sandra Cheres : Claire
- Isabelle Caubère : La directrice de l'école
- Paloma Martin Y Prada : L'infirmière
- Pierre Poirot : Le docteur
- Karin Catala : La vendeuse
- Remi Canaple : Le grand baraqué